# Ostfriedhof (Ingolstadt)

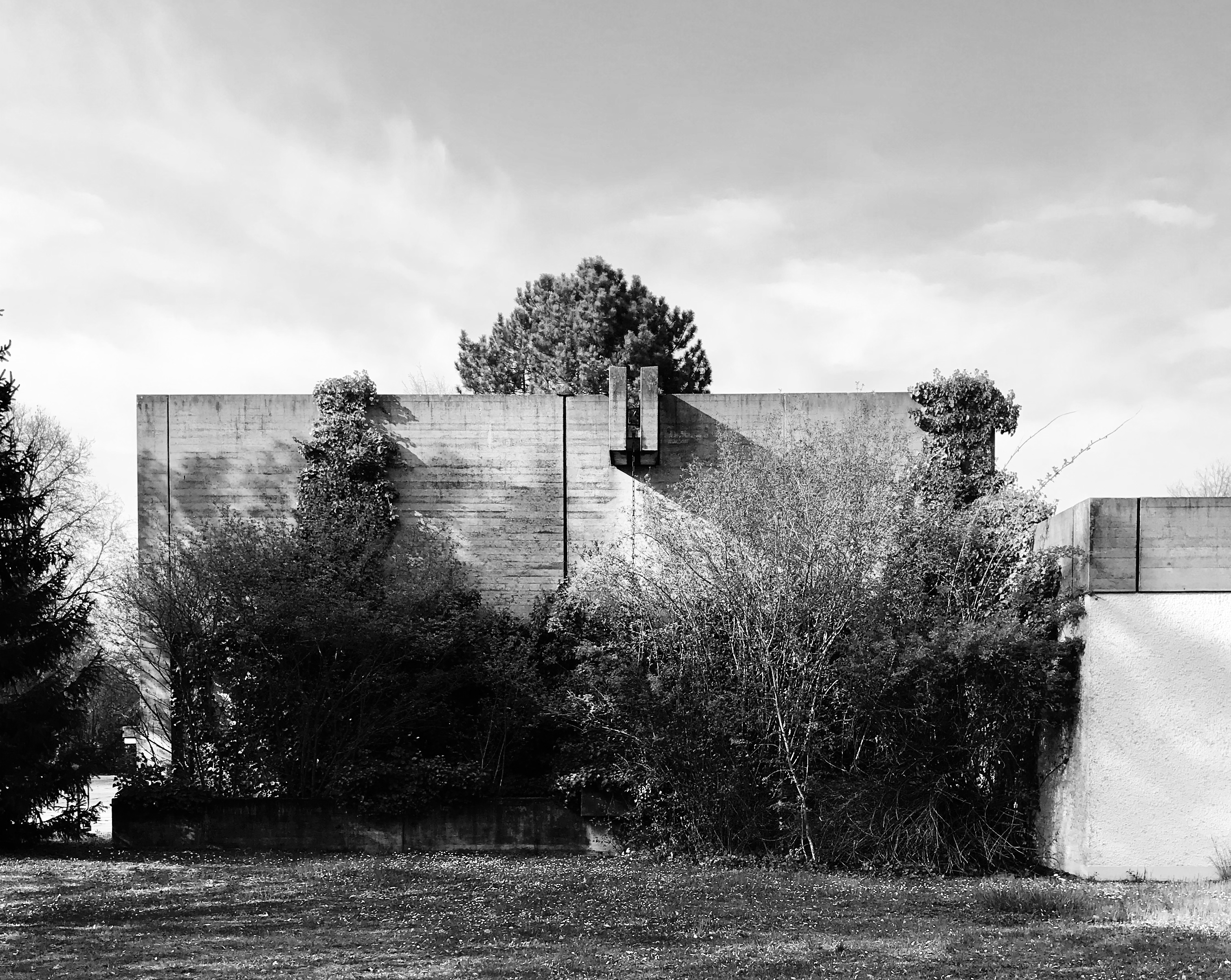
Südfassade

Der Ostfriedhof Ingolstadt im Süden von Mailing wurde 1977 nach Plänen von Hans Zitzelsperger und Karl-Erwin Lutz errichtet. Es ist ein Bau des Brutalismus.

## Lage

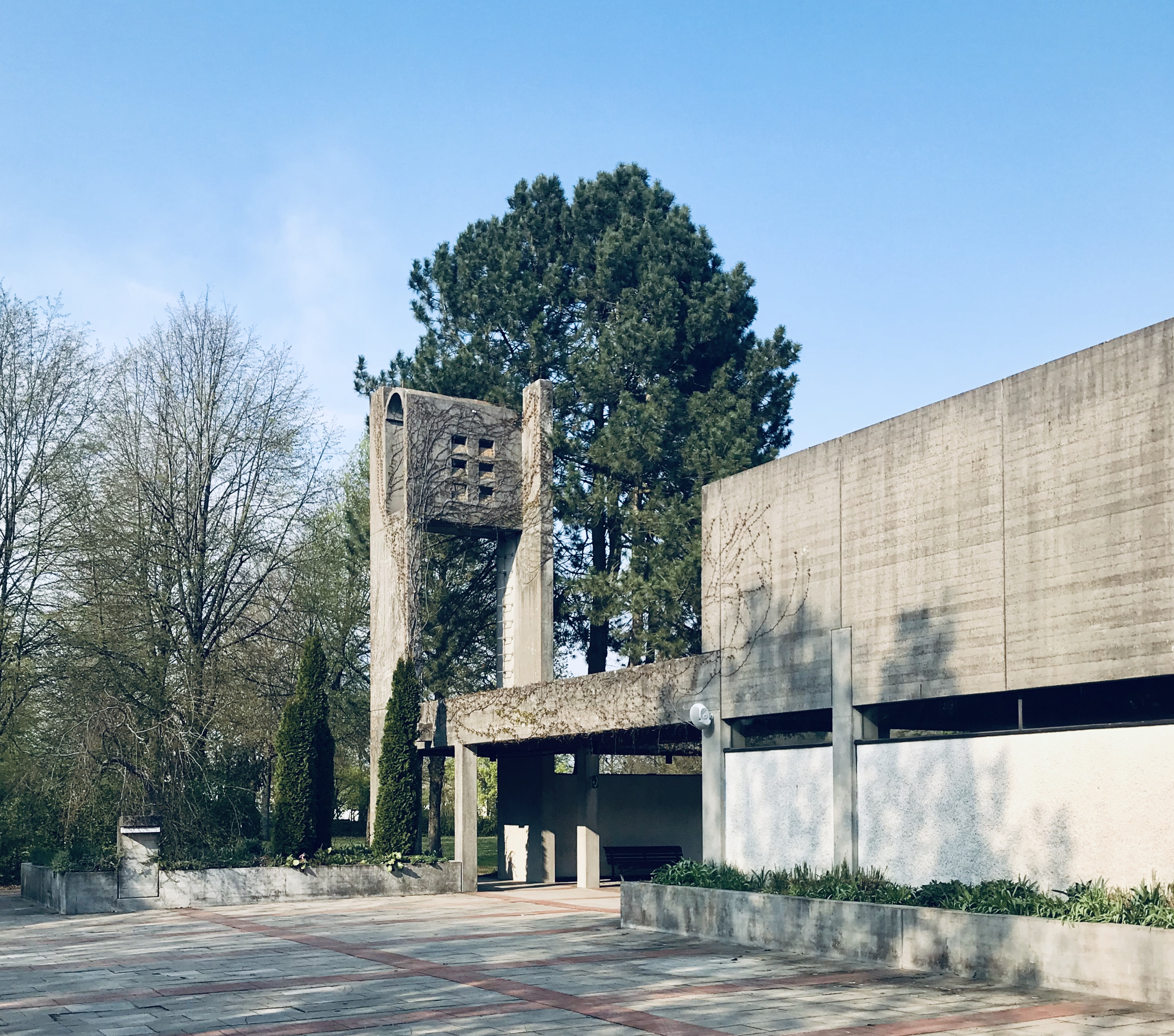
Glockenturm

Der Ostfriedhof befindet sich in der Nibelungenstraße 20 in Mailing, einem Ortsteil östlich von Ingolstadt.

## Geschichte und Architektur

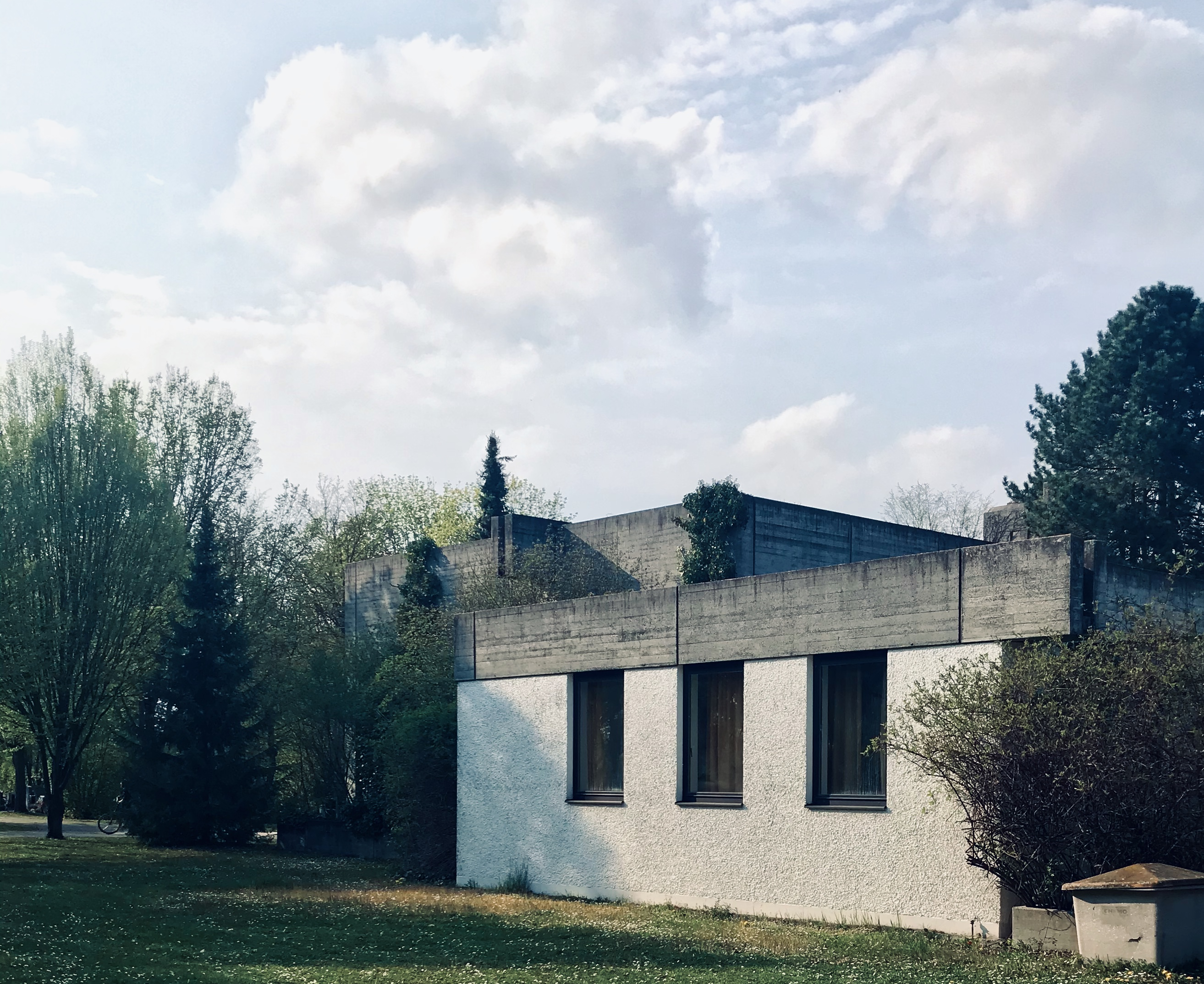
Leichenhalle

Der Friedhof erstreckt sich auf einer Größe von vier Hektar. Die Aussegnungshalle, die Leichenhalle und das Hausmeisterhaus mit dessen Anlieferungshof ordnen sich dem dicht bewachsenen Friedhof unter. Der Ingolstädter Künstler Pius Eichlinger entwarf das Keramikkreuz in der Aussegnungshalle.